# Penstemon buckleyi
Penstemon buckleyi är en grobladsväxtart som beskrevs av Francis Whittier Pennell. Penstemon buckleyi ingår i släktet penstemoner, och familjen grobladsväxter. Inga underarter finns listade i Catalogue of Life.